# Paris–Roubaix 1943
Das Eintagesrennen Paris–Roubaix 1943 war die 41. Austragung des Radsportklassikers und fand am Sonntag, den 25. April 1943, statt.
Das Rennen führte von Saint-Denis, nördlich von Paris, nach Roubaix, wo es erstmals im 1936 errichteten Vélodrome André-Pétrieux endete. Die Strecke war 250 Kilometer lang. 120 Fahrer gingen an den Start, von denen sich 52 platzieren konnten. Der Sieger Marcel Kint absolvierte das Rennen mit einer Durchschnittsgeschwindigkeit von 41,49 km/h.
Hinter Arras führte eine Gruppe von 17 Fahrern das Feld an, aber durch Angriffe und Pech hatte sich deren Zahl bei ihrer Ankunft an der Radrennbahn reduziert. Marcel Kint, der Schwarze Adler genannt, gewann das Rennen im Sprint. Nach dem Sieg fuhr er auf seinem Rad nach Hause in das 30 Kilometer entfernte Zwevegem.